# Robin Hughes
Robin Hughes (Buenos Aires, 20 giugno 1920 – Los Angeles, 10 dicembre 1989) è stato un attore inglese.
Ha recitato in numerosi ruoli, sia al cinema che in televisione, dal 1947 al 1971.

## Filmografia parziale

### Cinema
- Il delfino verde (Green Dolphin Street), regia di Victor Saville (1947), non accreditato
- Fuga nel tempo (Enchantment), regia di Irving Reis (1948)
- La leggenda dell'arciere di fuoco (The Flame and the Arrow), regia di Jacques Tourneur (1950)
- Cirano di Bergerac (Cyrano de Bergerac), regia di Michael Gordon (1950)
- Il labirinto (The Maze), regia di William Cameron Menzies (1953)
- Il delitto perfetto (Dial M for Murder), regia di Alfred Hitchcock (1954)
- Nel tempio degli uomini talpa (The Mole People), regia di Virgil W. Vogel (1956)
- I bucanieri (The Buccaneer), regia di Anthony Quinn (1958)
- La signora mia zia (Auntie Mame), regia di Morton DaCosta (1958)
- La battaglia del Mar dei Coralli (Battle of the Coral Sea), regia di Paul Wendkos (1959)

### Televisione
- The Star and the Story – serie TV, episodi 1x09-1x22 (1955)
- Crusader – serie TV, episodio 1x18 (1956)
- Flight – serie TV, episodio 1x26 (1958)
- The Gray Ghost – serie TV, episodio 1x37 (1958)
- Westinghouse Desilu Playhouse – serie TV, episodio 2x09 (1959)
- Sugarfoot – serie TV, episodio 3x03 (1959)
- Indirizzo permanente (77 Sunset Strip) – serie TV, 2 episodi (1959-1961)
- Ai confini della realtà (The Twilight Zone) – serie TV, episodio 2x05 (1960)
- Hawaiian Eye – serie TV, episodio 1x30 (1960)
- Thriller – serie TV, episodio 1x25 (1961)
- Il Santo (The Saint) – serie TV, episodio 1x06 (1962)